# Jacques Rigaud (haut fonctionnaire)
Pour les articles homonymes, voir Jacques Rigaud et Rigaud.
Jacques Rigaud, né le 2 février 1932 à Paris et mort le 6 décembre 2012 dans la même ville, est un haut fonctionnaire et administrateur français.
Ancien directeur de cabinet du ministre des affaires culturelles, il a été PDG du pôle radio RTL en France pendant 20 ans.

## Biographie

### Jeunesse et études
Élève au lycée Carnot, il est diplômé de l'Institut d'études politiques de Paris et licencié en droit. Après l'ÉNA (promotion Félix Eboué, 1954).
Il compte parmi ses plus proches amis l'écrivain Gérard Nicaisse et l'artiste Jacqueline Debutler.

### Parcours professionnel
Il fait carrière au Conseil d'État en tant qu'auditeur de 2e classe (1954), auditeur de 1re classe (1956), maître des requêtes (1960) et conseiller d'État (1979), avant d'être admis à la retraite en 1986.
En 1958, il entre comme chargé de mission, dans le cabinet du ministre de la Construction, Pierre Sudreau, auprès duquel il avait effectué son stage de l'ENA en 1952. Ensuite, en mars 1960, il est mis à la disposition du délégué général du gouvernement en Algérie.
Conseiller juridique de la Direction des transports terrestres du Ministère des travaux publics entre 1961 et 1969, il est appelé par Jacques Duhamel pour diriger son cabinet au ministère de l'Agriculture puis à celui de Culture, et participe, avec lui, au comité directeur du Centre démocratie et progrès. Rue de Valois, il « s'initi[e] au théâtre, à la musique et à la peinture d'avant-garde avec un enthousiasme convaincant » et conduit une équipe qui prend davantage d'importance que les directions du ministère.
Selon Guy Dumur, « autant qu'à Jacques Duhamel, c'est à Jacques Rigaud que l'on a dû le transfert du TNP à Lyon-Villeurbanne, avec Patrice Chéreau et Roger Planchon pour directeurs ; la nomination de Jack Lang à la tête de Chaillot ; la décision — coûteuse — de remodeler la salle de ce théâtre ; la nomination d'un étranger, le suisse Rolf Liebermann, à la tête de l'Opéra ; celle de Michel Guy à la tête du festival d'Automne et la création du Fonds d'intervention culturelle (FIC), en attendant que soient atteints les objectifs raisonnables et impérieux du VIe plan. » Il conserve le même poste à la nomination de Maurice Druon puis est sous-directeur général de l'UNESCO de novembre 1975 à novembre 1978.
En parallèle, il est commissaire du gouvernement auprès de l'Assemblée du contentieux du Conseil d'État (1964-1969) et rapporteur adjoint auprès du Conseil constitutionnel (1965-1969). Il préside à partir de 1977 la Chartreuse de Villeneuve-lès-Avignon, centre culturel de rencontre. En 1978, il est appelé par Jean François-Poncet, ministre des Affaires étrangères, comme chargé de mission.
Nommé administrateur délégué de la Compagnie luxembourgeoise de télédiffusion en mai 1979, il devient PDG d'Ediradio (RTL) en janvier 1980 pour 20 ans. À ce poste, il parvient, malgré l'ouverture des ondes FM, à faire conserver à RTL sa place de première radio française. Il impose également la CLT à la télévision, en reprenant la sixième chaîne en 1986, après avoir été écarté par François Mitterrand de la concession de La Cinq en 1984. En 1998, il perd son mandat d'administrateur délégué. À cette époque, il avait été tout de même reconduit comme Pdg de RTL pour deux ans. En 1998, il entre pour 2 ans au conseil de surveillance de la régie publicitaire IP France, et est élu à la tête du Syndicat des radios généralistes privées pendant 3 ans. Il siège également au conseil de surveillance de Bayard Presse (1985-2007).
Ayant participé à la naissance du projet du Musée d'Orsay, comme directeur de cabinet du ministre de la Culture sous Georges Pompidou, il prend la présidence entre 1981 et 1987 de l'établissement public chargé de sa mise en place, tout en assurant également la présidence de l’Association pour le livre et la lecture, organisatrice du premier salon du livre à Paris. Il contribue à la création d'un centre de divertissement au sein du théâtre de la Gaîté-Lyrique : Planète magique. Il siège à la Société d'exploitation de la Gaîté-Lyrique (SEGL) dont la Compagnie luxembourgeoise de télévision en est un des actionnaires. Le parc ouvre quelques mois, de 1989 à 1991.
Il participe à la création de la Fondation du Crédit agricole - Pays de France en 1979, et demeure membre de son conseil d'administration jusqu'à sa mort. Il préside l'ADMICAL de sa création en 1980 jusqu'en 2008. Il est par ailleurs vice-président de la Fondation Robert Schuman, et membre du conseil d'administration de l'INA, du Festival de Cannes. Il dirige entre 2000 et 2006, le Fonds régional d'art contemporain d'Aquitaine.
Spécialiste de la culture et de la communication, il publie plusieurs ouvrages sur la politique culturelle française, dont La Culture pour vivre (1975), Libre culture (1990) et L'Exception culturelle (1995) où il défend une politique plus offensive que défensive en la matière. En 1996, le nouveau ministre de la Culture, Philippe Douste-Blazy, le charge d'une mission « pour une refondation de la politique culturelle » française. Dans ce rapport qui conclut les travaux de cette commission, il préconise une réorganisation administrative du ministère, réaffirme l'importance de l'éducation artistique, soutient la nécessité d'encourager le mécénat, et souhaite une meilleure prise en compte des industries culturelles. En 2008, il remet un rapport à la ministre de la culture sur « l'inaliénabilité des collections publiques en France », dans lequel il réaffirme la nécessité de l'inaliénabilité des œuvres, même s'il émet la possibilité d'une expérimentation de location ou de déclassification d'une partie des collections récentes du FNAC et des FRAC.
Son nom reste indirectement rattaché à ce qui fut qualifié d'« accident industriel » à RTL en 2000, car il avait mis en place Stéphane Duhamel qui ne put moderniser l'antenne et, au contraire, occasionna par ses choix une très forte baisse de l'audience.
Il meurt le 6 décembre 2012 dans le 14e arrondissement de Paris à l'âge de 80 ans, et est enterré au cimetière d'Arcachon auprès de son épouse Dominique Paul-Dubois-Taine (petite-fille de Jean Roland-Gosselin et arrière petite-fille de Paul Dubois et d'Hippolyte Taine).

### Parcours professoral
Jacques Rigaud enseigne à l'Institut d'études politiques de Paris entre 1958 et 1987. Pendant les évènements de Mai 68, il est élu par les maîtres de conférences de l'école pour les représenter au sein d'une commission composée d'étudiants, de représentants des maîtres de conférences, et de représentants des professeurs. Il siège ainsi aux côtés de Jean-Michel Bloch-Lainé, Pierre Gerbet, Pierre Joxe et Alain Lancelot.
Il est par la suite membre du conseil d'administration de la Fondation nationale des sciences politiques.

## Ouvrages
- Débat sur la France de demain, Julliard, 1961
- La Culture pour vivre, Gallimard, L’Air du Temps, 1975 + réédition collection Idées, 1980
- Les Relations culturelles extérieures, La Documentation française, 1980
- Les Institutions administratives françaises (en coll., 2 tomes), Fondation nationale des sciences politiques et Dalloz, 1984-1985
- Libre culture, Gallimard, Le Débat, 1990
- Miroir des mots Robert Laffont, 1991
- Le Bénéfice de l'âge, Grasset et Fasquelle, 1993 et Livre de Poche, 1998 (prix des Quatre saisons 1994)
- L'Exception culturelle - Culture et pouvoirs sous la Ve République, Grasset et Fasquelle, 1995
- Pour une refondation de la politique culturelle, La Documentation française, 1996
- Un balcon sur le Temps, Grasset et Fasquelle, 1999
- Place de la culture : Le relais culturel d'Aix-en-Provence 1970-1976, Charles Nugue, Gut & Mac, 2001. (Préface)
- Les Deniers du rêve : essai sur l'avenir des politiques culturelles, Grasset, 2001
- « J'ai choisi d'être prêtre », de Patrice Gourrier, entretien avec Jacques Rigaud, Flammarion, 2003
- Pierre Sudreau : Un homme libre, Christiane Rimbaud, Le Cherche Midi, 2004 (préface)
- Vivre à propos, Grasset et Fasquelle, 2005
- Note du CAS, no 7, mars 2007 : Art et société : Renforcer les liens sociaux par les arts, La Documentation française, 2007
- Le Prince au miroir des médias : Machiavel (1513-2007), Arléa, 2007
- Les Âges de la vie, entretiens avec Pierre-Michel Menger (France Culture « A voix nue », éd. de l'Aube, 2008
- Quand les ombres s’allongent, Editions Bernard de Fallois, 2010
- Hommage à Jacques Rigaud, homme de conviction et d'action, organisé par le Comité d'histoire du ministère de la Culture et des institutions culturelles sous la présidence de Maryvonne de Saint-Pulgent, 13 décembre 2013 lire en ligne

## Décorations
- Commandeur de la Légion d'honneur[11]
- Officier de l'ordre national du Mérite
- Commandeur de l'ordre du Mérite agricole
- Commandeur de l'ordre des Arts et des Lettres